# Shangri-La (novela ligera)
Shangri-La (シャングリ・ラ shanguri-ra?) es una novela ligera escrita por Eiichi Ikegami e ilustrada por Kenishi Yoshida, inspirada en la famosa novela "Horizontes perdidos" del escritor británico James Hilton. Fue publicada por entregas en la revista Newtype de la editorial Kadokawa Shoten entre abril de 2004 y mayo de 2005; luego editada en un solo volumen de 592 páginas el 22 de septiembre de 2005 y reeditada en dos volúmenes Bunko el 25 de octubre de 2005. En 2009 los estudios Gonzo produjeron una adaptación al anime.
La historia se desarrolla en un marco mundial de re-ordenamiento. El caos, los cambios climáticos y económicos obligan a la humanidad a imponer controles para estabilizar al planeta, de su posible destrucción. Un futuro incierto, crisis y desarrollo, y el sueño utópico de una sociedad ponen en juego la vida y la paz de quienes viven en la esperanza de poder estar en el refugio tan anhelado. Es así, donde la lucha por la supervivencia, el control y el prestigio de una nación comienzan su historia.

## Argumento
Es un tiempo en el que el planeta está en crisis, el progresivo avance del hombre cobra sus consecuencias y nuestro mundo está al borde del colapso, el cambio climático es el resultado y el aumento global de la temperatura, la amenaza para la vida; la humanidad tendrá que detener el deterioro de la tierra, reuniendo a las naciones para crear planes para mitigar el aumento de temperatura, aprobando un impuesto sobre las emisiones del CO2 a los países que sobrepasen sus límites de contaminantes. dando así origen a un nuevo orden de mercado económico llamado "comercio de carbono".
En tanto, un devastador terremoto se presenta en Japón, destruyendo gran parte de la nación, y pese a su condición, los impuestos de carbono, implementados en el país no son levantados, razón por la cual se comienza a reforestar en las zonas destruidas para reducir el carbono emitido y estabilizar la economía, convirtiendo así a Tokio en la ciudad-selva más grande del mundo.
Pero esto no es una tarea fácil pues miles de personas han quedado en desamparo por la destrucción de sus hogares; es para esto que nace el proyecto ATLAS, una fortaleza refugio, que dará a la población de un Tokio en ruinas, un lugar donde vivir. La gigantesca torre ATLAS siempre envuelta en misterios y problemas desde su construcción, irá dejando entrar a ella, a los miles de refugiados, a este el último lugar de la esperanza para la seguridad de un mejor nivel de vida, además, de ser el eje rector del gobierno japonés.
El poder de atlas radica en la super computadora ZEUS, además de aquel quien heredara ATLAS, existen tres candidatos que pueden heredarla, se distinguen, por tienen algún vínculo directo con el origen de ZEUS y atlas, poseen cada uno una daga simbólica que son la llave para acceder al sótano de la estructura donde guarda sus más oscuros orígenes y secretos ocultos.
Debido al carácter opresivo de los dirigentes, la lentitud con que se hace la construcción de las obras y entrada de más gente (pues esta se realiza por medio de sorteo), ha manifestado inconformidad e indignación entre la población que tiene que vivir en pequeñas ciudades aisladas a las afueras del ATLAS, rodeadas por la creciente y mortal selva en cuyo interior se han aparecido una variedad de nuevas especies, resultado de la manipulación humana para prevenir desastres como incendios forestales, pero también con consecuencias adversas; su elevado crecimiento en la selva en comparación de otras especies y su desplazamiento a asentamientos humanos amenaza y pone peligro a los habitantes y a las Polis adyacentes en lo que fue una vez Tokio, tales situaciones ponen las cartas para la formación de grupos y guerrillas que van en contra de los planes del gobierno y quienes administran el ATLAS.
En un punto culminante de tensión nace Metal Age, una organización guerrillera opuesta a la política gubernamental, para poder evitar las injusticias provocadas por los planes del gobierno y los militares, siempre envueltos en múltiples enfrentamientos para defender sus ideales, muchas veces a costa de sus vidas.su líder Kuniko Hojo será quien comandara a las tropas en distintas operaciones para encontrar una solución a los nuevos problemas.
Entre tanto en el mundo, el mercado de carbono sigue su rápido crecimiento y aquellos que lo controlan se les han llamados Neo Carbonistas son especuladores de las actividades mundiales y movimientos en los cambios de los porcentajes de carbono en cada país, proporcionan servicios financieros a las naciones para así controlar sus gastos de emisiones por medio de poderosos instrumento digitales y avanzados programas con capacidades autónomas de inteligencia artificial. MEDUSA uno de los sistemas creados para las actividades del mercado de carbono es desarrollado por la pequeña Karin Ishida de tan solo 10 años quien se vale de MEDUSA par el control del mercado convirtiéndose en una de las personas más ricas del mundo, para ella el dinero lo es todo y en una idea la forma en que puede estar junto a sus padres, con el tiempo medusa se vuelve una amenaza para la economía de todo el planeta, es cuando karin pierde el control sobre MEDUSA, para esto la líder de Metal Age, Kuniko Hojo, tendrá que buscar la forma de detenerla inclusive a costa de descubrir los misteriosos secretos de atlas y su pasado.

## Anime
La serie de Anime ha sido adaptada por el estudio Gonzo. La misma, constó de 24 episodios que fueron televisados por Animax, Chiba TV, Kyoto Broadcasting System, Sun Television, Tokyo Metropolitan Television, TV Aichi, TV Hokkaido, TV Kanagawa, TV Saitama y TVQ Kyushu Broadcasting Co., Ltd.
En países de habla inglesa, la serie ha sido licenciada por FUNimation, y distribuida por MVM (Reino Unido e Irlanda) y Madman Entertainment (Australia y Nueva Zelanda). Ha sido transmitida a través de Intenet por los sitios de FUNimation, Hulu, YouTube y Crunchyroll. En Francia, ha sido licenciada por Kazé.

### Equipo de Producción
- Director: Makoto Bessho
- Música: Hitomi Kuroishi
- Diseño de personajes: Range Murata
- Animación de personajes: Kumi Ishii
- Diseño de Arte: Hajime Satou
- Director de Sonido: Yota Tsuruoka
- Productores Ejecutivos: Junji Fujita (Gonzo/GDH/Future Vision Music) y Shinichiro Inoue (Kadokawa Shoten Co., Ltd.)
- Productores: Takashi Imamoto (Gonzo/GDH), Tsuneo Takechi (Klockworx Inc.), Tsutomu Kojima (Gonzo/GDH), Yoshifumi Kominato (Sony PCL) y Yuka Harada (NTT Docomo/D.N. Dream Partners)

### Música

#### Tema inicial
"Kimi Shinitamō Koto Nakare (キミシニタモウコトナカレ)", interpretado por May'n.

#### Tema de créditos
"Hajimari no Asa ni Hikari Are. (はじまりの朝に光あれ。)", interpretado por midori.

#### Tema de créditos N°2
"Tsuki ni Kakuse shi Chō no Yume (月に隠せし蝶の夢)", interpretado por midori para los episodios 3 y 13.

### Reparto
| Personaje         | Seiyū Original (Japón) | Actor de voz (Estados Unidos)            |
| ----------------- | ---------------------- | ---------------------------------------- |
| Kuniko Hōjō       | Mikako Takahashi       | Lindsay Seidel                           |
| Mikuni            | Yui Ariga              | Apphia Yu                                |
| Karin Ishida      | Yuka Iguchi            | Jad Saxton                               |
| Sōichirō Hata     | Daisuke Hirakawa       | Todd Haberkorn                           |
| Tarsian           | Hidetoshi Nakamura     | Bill Jenkins                             |
| Mi-ko             | Hōchū Ōtsuka           | Randy Pearlman                           |
| Momoko            | Jōji Nakata            | Kent Williams                            |
| Shion Imaki       | Jun Fukuyama           | Micah Solusod                            |
| Takehiko          | Kenyū Horiuchi         | Bryan Massey Colleen Clinkenbeard (niño) |
| Claris            | Kumiko Watanabe        | Trina Nishimura                          |
| Kunihito Kusanagi | Makoto Ishii           | Austin Tindle                            |
| Nagiko Hōjō       | Naoko Kyōda            | Linda Leonard                            |
| Ryōko Naruse      | Rei Igarashi           | Jennifer Seman                           |
| Sayoko            | Rie Ishizuka           | Anastasia Munoz                          |
| Yuri Gamagōri     | Sachika Misawa         | Emerick Jade                             |
| Shōgo Kudō        | Takahiro Sakurai       | J. Michael Tatum                         |
| Medusa            | Tetsuya Kakihara       | Joel McDonald                            |
| Hiruko            | Tomoko Kaneda          | Heather Walker                           |
| Retto Imaki       | Yūichi Nakamura        | Jason Douglas                            |
| Yūka Yamazaki     | Yurie Yamashita        |                                          |
| Rena              | Akeno Watanabe         | Jamie Marchi                             |
| Zhang             | Hiroyuki Yoshino       | Anthony Bowling                          |
| Canary/Digma 0    | Miyu Irino             | Justin Pate                              |